# 娃娃似美花介
娃娃似美花介（学名：Paracytheridea wawa）为似美花介科似美花介屬下的一个种。